# لوي فيتو
لوي فيتو (بالإنجليزية: Louie Vito)‏ هو متزلج على الثلوج أمريكي، ولد في 20 مارس 1988 في كولومبوس في الولايات المتحدة.

## وصلات خارجية
- الموقع الرسمي
- لوي فيتو على موقع الاتحاد الدولي للتزلج (ركوب لوح الثلج) (الإنجليزية)
- لوي فيتو على موقع اللجنة الأولمبية الدولية (الإنجليزية)
- لوي فيتو على موقع أوليمبيديا (الإنجليزية)
- لوي فيتو على موقع اللجنة الأولمبية والبارالمبية الأمريكية (الإنجليزية)
- لوي فيتو على موقع ألعاب إكس (مؤرشف) (الإنجليزية)